# Buczynowe Turnie

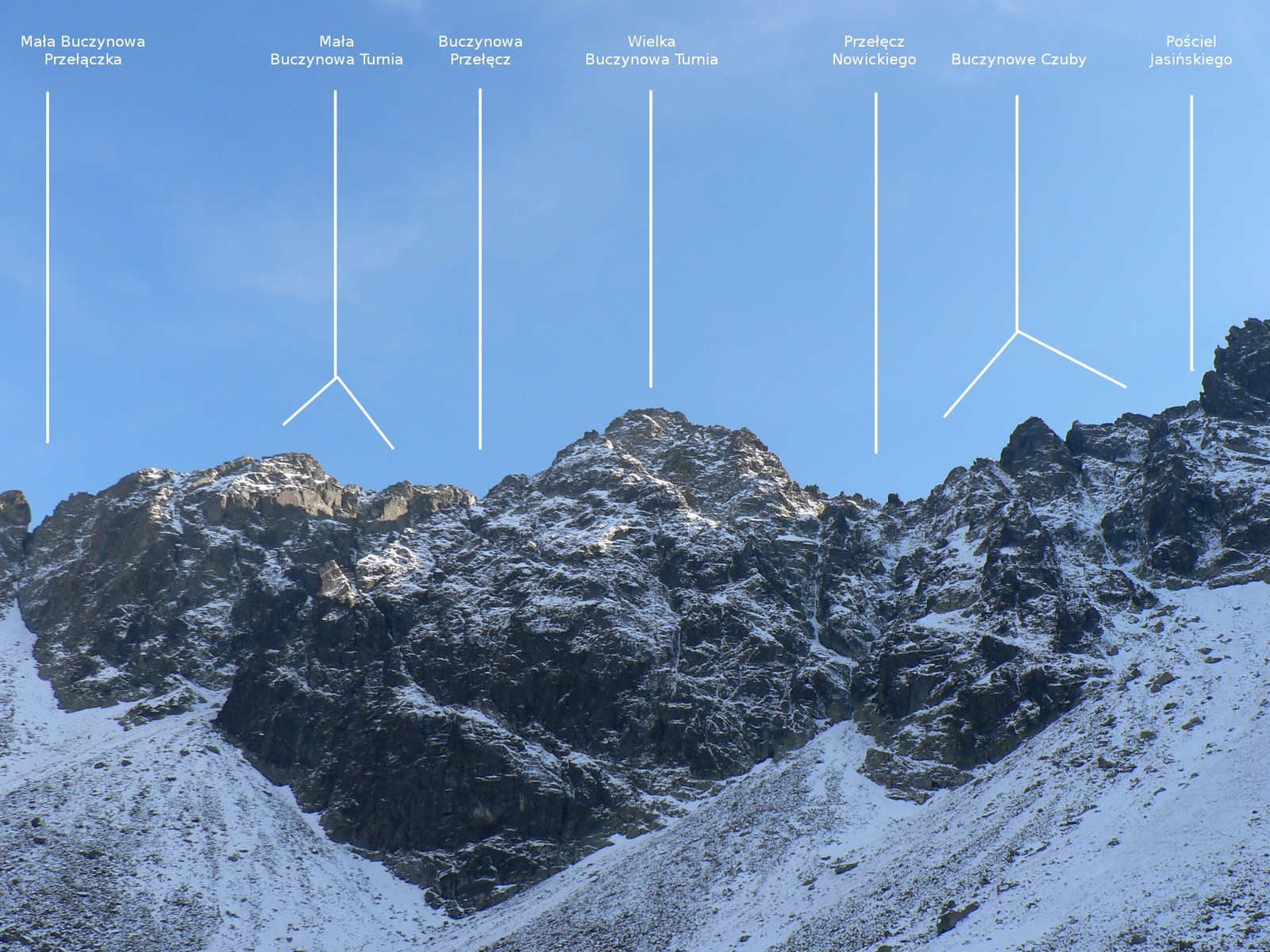
Buczynowe Turnie – widok od doliny Pańszczycy

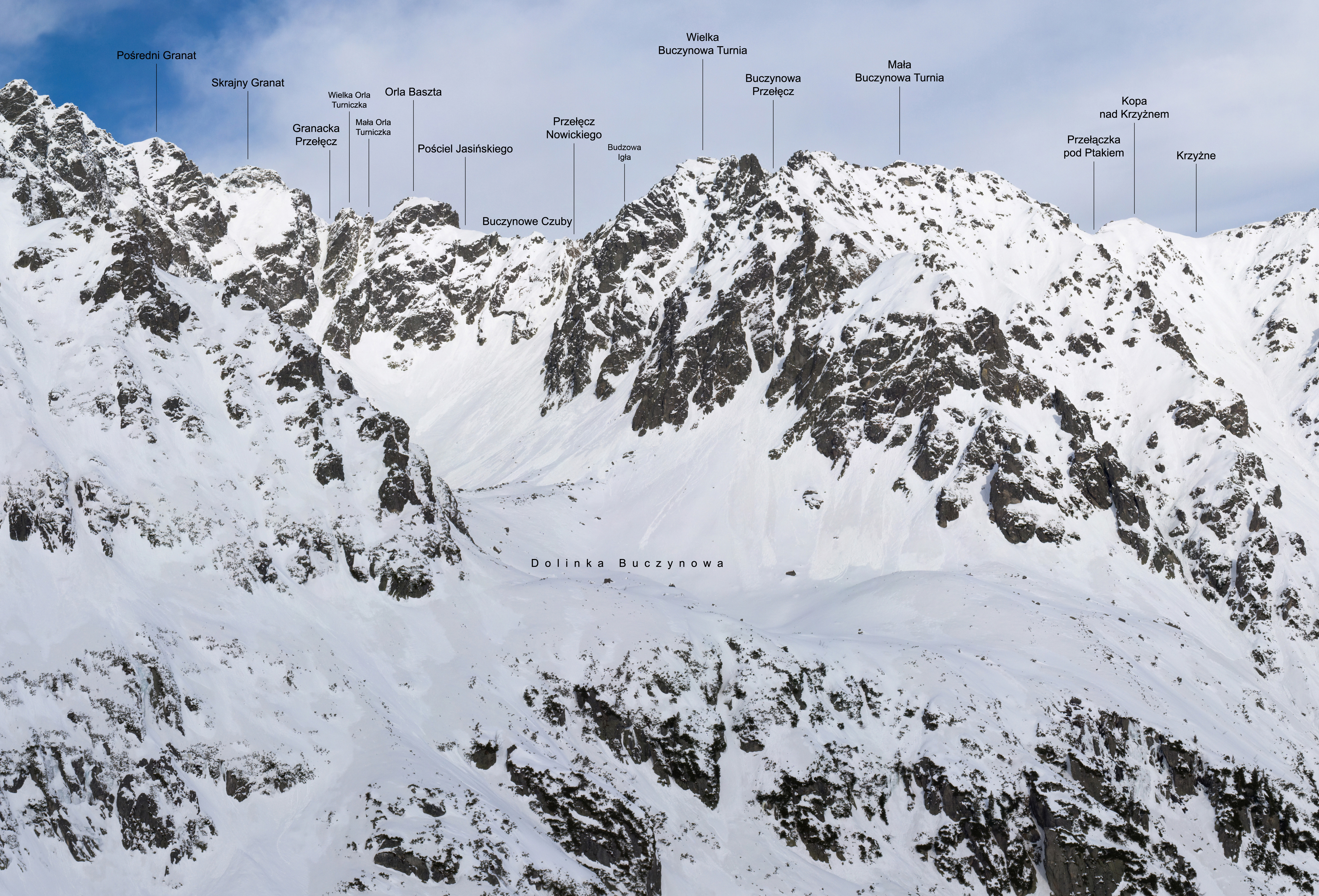
Buczynowe Turnie – widok z Wyżniej Kopy w Dolinie Pięciu Stawów Polskich

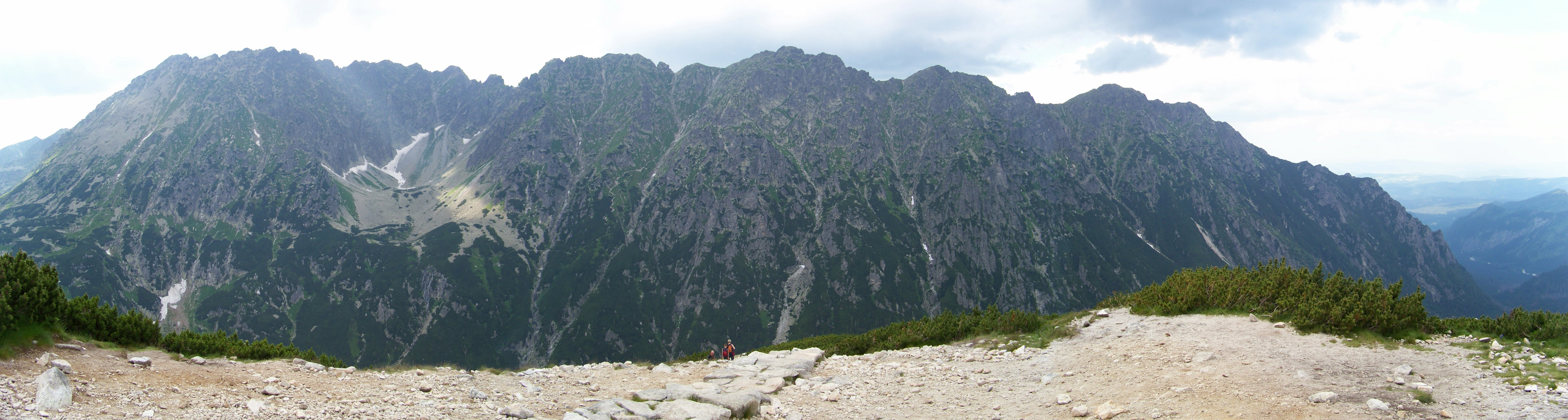
Kozi Wierch, Granaty, Buczynowe Turnie i Wołoszyn – widok od Świstówki

Buczynowe Turnie – szczyty położone w długiej wschodniej grani Świnicy w polskich Tatrach Wysokich pomiędzy doliną Pańszczycą i Dolinką Buczynową (w Dolinie Roztoki). Wzdłuż grani przebiega szlak Orlej Perci.
Nazwa Buczynowych Turni czasem zawężana jest do dwóch szczytów: Wielkiej i Małej Buczynowej Turni, czasem zaś obejmuje się nią cały odcinek grani pomiędzy Granacką Przełęczą (oddzielającą Buczynowe Turnie od Skrajnego Granatu) do przełęczy Krzyżne. Na odcinku tym znajdują się kolejno (od Granackiej Przełęczy):
- Wielka Orla Turniczka (ok. 2160 m),
- Orla Przełączka Wyżnia (ok. 2155 m),
- Mała Orla Turniczka (ok. 2158 m),
- Orla Przełączka Niżnia (ok. 2150 m),
- Orla Baszta (2175 m),
- Buczynowy Karb (ok. 2115 m),
- Pościel Jasińskiego (ok. 2125 m),
- Buczynowe Czuby – kilkudziesięciometrowy grzebień złożony z pięciu turniczek, z których najwyższa ma wysokość 2126 m,
- Przełęcz Nowickiego (ok. 2105 m),
- Budzowa Igła (ok. 2130 m),
- Budzowa Przełączka (ok. 2125 m),
- Wielka Buczynowa Turnia (2184 m),
- Buczynowa Przełęcz (2127 m),
- Mała Buczynowa Turnia (2172 m),
- Wyżnia Przełączka pod Ptakiem (ok. 2125 m).
- Ptak (ok. 2135 m),
- Przełączka pod Ptakiem (ok. 2105 m),
- Kopa nad Krzyżnem (2135 m)[3].